# Luke Kelly
Pour les articles homonymes, voir Kelly.
Luke Kelly (gaélique irlandais: Lúcás Ó Ceallaigh), né le 16 novembre 1940 et mort le 30 janvier 1984 était un chanteur, un auteur-compositeur-interprète et un banjoïste de musique folk irlandaise.
Né dans une famille de condition modeste de Dublin, il fonda en 1962 avec Ciarán Bourke, Ronnie Drew, Barney McKenna, un groupe qu'ils baptisèrent initialement « The Ronnie Drew Ballad Group » et qu'ils renommèrent, quelque temps après, par un après-midi de pluie, dans un pub, The Dubliners à cause du livre Les Gens de Dublin de James Joyce, que selon leur légende, Luke Kelly était en train de lire.
Luke Kelly était un musicien engagé et beaucoup de chansons qu'il a enregistrées traitent de problèmes sociaux, de la course aux armements et de la guerre, des droits des travailleurs et du nationalisme irlandais. Luke Kelly apprit en 1980 qu'il était atteint d'une tumeur au cerveau dont il décéda en 1984.
Luke Kelly est resté une icône de Dublin, et sa musique est considérée par beaucoup de gens comme l'un des trésors culturels de la ville. Un an après sa mort, le pont de Ballybough sur la rivière Tolka, fut renommé « Pont Luke Kelly ».

## Biographie
Luke Kelly était né le 16 novembre 1940 ou le 16 décembre 1940 au at Lattimore Cottages dans le quartier de North Wall à Dublin. Il a toujours considéré que la première de ces dates, celle donnée par sa mère, était sa vraie date de naissance, mais son acte de naissance portait la seconde. Son père, nommé lui aussi Luke Kelly, travailla toute sa vie à l'usine Jacob's biscuits (en) de Bishop Street à Dublin. Il transmit à son fils sa passion pour le football. Luke Kelly fréquenta l'école catholique « St Laurence O'Toole » dans le centre de Dublin.
En 1953, comme ses frères aînés l'avaient fait avant lui, Luke Kelly décida de laisser tomber l'école. Ceci ne l'empêcha pas de rester toute sa vie un lecteur acharné qui tenait toujours un ou deux livres, et plusieurs journaux à portée de main. Son premier travail fut garçon de courses pour une société qui vendait des appareils électriques. Mais il fut aussi livreur pour les spiritueux Mitchell and Son et fit quantité de petits boulots.
En 1957, il quitta l'Irlande, d'abord pour travailler dans un hôtel de l'Ile de Man, puis quelque temps à Birmingham où son frère Paddy Kelly s'était installé et avec lequel il travailla quelque temps à Wolverhampton sur un chantier de bâtiments en béton armé dont il fut renvoyé à cause de ses revendications salariales. Il fit alors des petits boulots à droite et à gauche.
Lorsqu'en juillet 1960, Paddy et Breada Kelly, qui ne savaient pas où il était, décidèrent de se marier, ils cherchèrent à le localiser parce qu'ils voulaient qu'il soit leur témoin, mais ne parvinrent à le joindre, par téléphone, à Newcastle deux jours seulement avant le mariage auquel Luke Kelly parvint à assister juste à temps. A Newcastle, Luke Kelly avait commencé à fréquenter les pubs où l'on jouait du folk, acheté un banjo et commencé à mémoriser des chansons.
Luke Kelly s'établit ensuite quelque temps à Birmingham où il exerça quantité de petits boulots et commença à chanter du folk dans des clubs. L'un de ceux dont il devint l'un des invités fixes était le « Jug of Punch » qui était alors tenu par Ian Campbell et sa sœur Lorna Campbell. Il revenait à Dublin pour les vacances et devint ami à cette époque avec Ronnie Drew.
En 1961, Luke Kelly adhéra à la Connolly Association (en), une association de gauche d'inspiration communiste, formée par les irlandais immigrés économiques en Angleterre. Il faisait le tour des pubs et vendait à la fin de ses chansons, l'« Irish Democrat », le journal de l'association. Il s'impliqua aussi dans la Young Communist League (Royaume-Uni) (en) et vendait le journal de celle-ci, le « Daily Worker ». Activités qui lui valurent, à cause aussi de la crinière rouquine qu'il portait alors, le surnom de « Luke The Red » (« Luc le Rouge ») .
A Birmingham, Luke Kelly habitait chez Sean Mulready, un professeur originaire de Dublin, que ses idées communistes avaient fait traquer, et dont la famille possédait de nombreuses relations dans les cercles de musiciens. C'est ainsi qu'il devint un permanen tdu « Jug of Punch » que tenait le communiste Ian Campbell, mais aussi qu'il fut introduit au « Singers’ Club » de Londres qui avait été fondé par Ewan McColl et Peggy Seeger.
En 1965, Luke Kelly épousa Deirdre O'Connell qui était une actrice et une chanteuse folk connue, et qui fut l'un des fondateurs et des directeurs du Focus Theatre de Dublin.

## Renommée posthume
En 1985, le pont de Ballybough sur la rivière Tolka, fut renommé « Pont Luke Kelly ». Le pont a été rénové en 2006, et sa restauration a été inaugurée en présence de la famille Kelly, et notamment de la violoniste Niamh Kelly, une nièce de Luke Kelly qui tient une école pour jeunes musiciens tout près.